# Học thuyết địa máng
Học thuyết địa máng là một quan điểm lỗi thời liên quan đến sự dịch chuyển của vỏ Trái Đất theo chiều thẳng đứng, ngày nay nó được thay thế bởi quan điểm kiến tạo mảng. Địa máng là một thuật ngữ đôi khi được sử dụng để chỉ những vùng đất võng xuống và kéo dài như cái máng mà trong đó có sự tích tụ trầm tích tạo thành bồn trầm tích và các đá trầm tích trong bồn này bị nép ép và biến dạng hoặc nâng lên thành dãy núi, đôi khi có sự tham gia của núi lửa và đá xâm nhập. Một lượng lớn trầm tích lấp đầy trong địa máng liên quan đến giai đoạn lắng đọng sau cùng của  hoạt động uốn nếp, vò nát và đứt gãy. Sự xâm nhập của đá mácma kết tinh và nâng khu vực dọc theo trục của máng tạo thành một địa máng, sau đó nó bị biến vị tạo thành các dãy núi uốn nếp. Một dãy núi lửa dày đặc cùng với các graywacke (sa thạch chứa nhiều mảng vụn đá có kiến trúc bùn), chert, và các trầm tích đa dạng phản ánh sự tích tụ trong môi trường nước sâu, được lắng đọng trong eugeosynclines bên ngoài vùng nước sâu của các địa máng.
Các địa máng được chia thành miogeosyncline và eugeosyncline tùy thuộc vào kiểu của địa tầng đá quan sát được ở các dãy núi. Miogeosyncline phát triển dọc theo một rìa lục địa trên vỏ lục địa và bao gồm trầm tích của đá vôi, sa thạch và đá phiến sét. Sự xuất hiện của đá vôi và đá thạch anh chọn lọc tốt phản ảnh môi trường thành tạo nước nông, và các đá này hình thành ở trong một phần của địa máng. Eugeosyncline bao gồm các dãy thạch học khác nhau đặc biệt trong các môi trường biển sâu. Các đá trong eugeosyncline bao gồm các chuỗi dày đặc của greywacke, chert, slat, tuff và dung nham dưới biển. Các trầm tích thuộc eugeosyncline thì bị biến dạng, biến chất, và bi xâm nhập đặc biệt hơn bởi các khối mácma xâm nhập kích thước từ nhỏ đến lớn. Eugeosyncline thường chứa các trầm tích flysch và mélange có độc tính.